# Sozoniwka (obwód kirowohradzki)
Sozoniwka (ukr. Созонівка) – wieś na Ukrainie, w obwodzie kirowohradzkim, w rejonie kropywnyckim, w hromadzie Wełyka Sewerynka. W 2001 liczyła 1842 mieszkańców, spośród których 1658 wskazało jako ojczysty język ukraiński, 178 rosyjski, 1 mołdawski, 1 białoruski, 1 gagauski, a 3 inny. W 2021 liczyła 1990 mieszkańców.